# Tirant le Blanc (film)
Pour le roman, voir Tirant le Blanc.
Pour les articles homonymes, voir Tirant.
Pour plus de détails, voir Fiche technique et Distribution.
Tirant le Blanc. Le complot des dames (en: Tirant lo Blanch. The Maidens' Conspiracy; es: Tirante el Blanco. El complot de las damas) est un film s'inspirant du roman Tirant le Blanc.

## L'histoire
Elle se fonde essentiellement sur les épisodes du roman en catalan de Joanot Martorell (fin XVe siècle) se déroulant à Constantinople et ayant trait aux amours du héros et de Carmésine, la fille de l'Empereur. Pour des raisons de contraintes cinématographiques, la trame du récit n'est pas tout à fait respectée.
L'empereur de Constantinople charge Tirant le Blanc de libérer l'empire grec des Turcs, ce qu'il fait. Le défi suivant sera pour lui de gagner le trésor le plus cher de la princesse Carmésine : dans un monde ravagé par la guerre, en proie aux ambitions des combattants et à la lutte pour le pouvoir, le trésor le plus convoité est la virginité de la fille de l'Empereur. Sur le champ de bataille, Tirant le Blanc est aidé par les fameux Almogavres, dans les joutes plus secrètes des alcôves du palais impérial, il l'est par les dames, ce qui explique le sous-titre du film.

## Fiche technique
- Metteur en scène : Vicente Aranda
- Scénario : Vicente Aranda, d'après le roman de Joanot Martorell
- Production : Enrique Viciano
- Musique : José Nieto
- Film :  Espagne,  Royaume-Uni,  Italie
- Durée : 120 minutes
- Format : super 35 mm
- Système : panoramique.
- Genre :  Aventure, historique, érotique
- Distributeur : DeAPlaneta
- Distributeur international : Arclight films

## Distribution
- Casper Zafer : Tirant le Blanc
- Esther Nubiola : Carmésine
- Victoria Abril : la Veuve Reposée
- Leonor Watling : Plaisirdemavie.
- Ingrid Rubio : Stéphanie de Macédoine
- Charlie Cox : Diaphébus
- Giancarlo Giannini : l'Empereur
- Jane Asher : l'Impératrice
- Sid Mitchel : Hippolyte
- Rafael Amargo : le Grand Turc

## Compléments
- Le film a été présenté à Valence le 30 mars 2006
- Il est sorti dans 264 salles espagnoles le 7 avril 2006.
- Il a été présenté hors sélection au Festival de Cannes, les 21 et 22 mai 2006.
- Il a été présent au festival de Venise 2006.